# 印第安座T
印第安座T，又名CD-4514302，HD 202874、SAO 230635、HR 8145，是印第安座的一颗恒星，视星等为6，位于銀經355.26，銀緯-44.65，其B1900.0坐标为赤經21h 13m 34s，赤緯-45° -44.65′ 37″。